# Qazvin

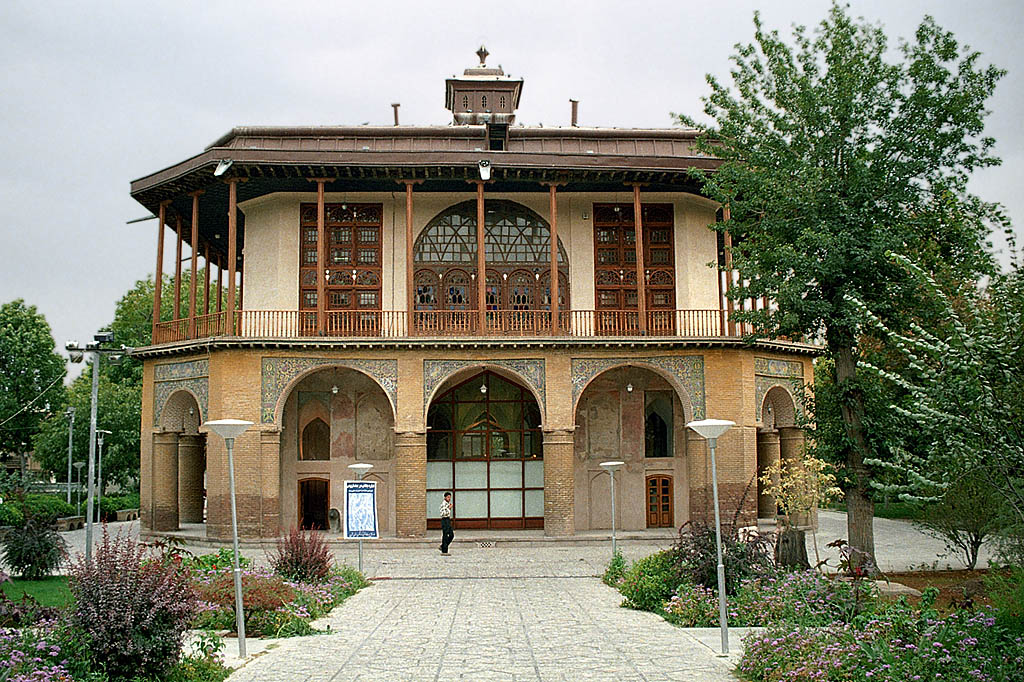
Pavillon Tschehel Sotun (Vierzig Säulen), Qazvin

Qazvin oder Kaswin (persisch قزوين Ghazwin, DMG Qazwīn [ɢæzˈviːn]) ist eine Stadt in Iran, die von 1548 bis 1598 Hauptstadt des Safawiden-Reiches war. Heute ist Ghazwin Hauptstadt der gleichnamigen Provinz und hat über 380.000 Einwohner (Stand 2010).

## Geografische Lage
Ghazwin liegt knapp 180 km nordwestlich von Teheran. Die Stadt liegt auf einer Höhe von 1297 m. Die Winter sind kühl und trocken, die Sommer hingegen heiß.

## Geschichte
Archäologische Funde weisen auf eine Besiedlung seit 9000 Jahren hin. Der Name Ghazwin soll sich von dem Wort Cas ableiten. Die Chasaren waren ein Volk, das auch dem Kaspischen Meer seinen Namen gab. Gegründet wurde das heutige Ghazwin wahrscheinlich von Schapur II. als Burg mit dem Namen Schad Schapur.
644 wurde Ghazwin von den Arabern gestürmt. Im Zuge der Mongolischen Invasion im 13. Jahrhundert fiel die Stadt den Mongolen zu. Von 1548 bis 1598 war Ghazwin Hauptstadt der Safawiden.
In den beiden Weltkriegen wurde Ghazwin von der Sowjetunion bombardiert. 1921 führte Reza Schah Pahlavi eine Kavallerieeinheit von Ghazwin zum Putsch nach Teheran und begründete die Pahlavi-Dynastie.
Im Jahr 1994 kam es in Ghazwin zu Protesten gegen das klerikale iranische Regime.
2023 wurden die alten traditionellen Gärten von Qazvin in die Liste der Globally Important Agricultural Heritage Systems der FAO aufgenommen.

## Verkehr
Ghazwin liegt an der Autobahn zwischen Teheran und Täbriz.
Die Stadt liegt weiter an der Bahnstrecke Teheran–Täbris. Ihr Bahnhof wird zu einem Abzweigbahnhof für die zurzeit im Bau befindliche Bahnstrecke Ghazwin–Astara(–Aserbaidschan) ausgebaut. Sie soll zwischen Ghazwin und Rascht 2017 eröffnet werden.

## Klima
|                       | Jan  | Feb  | Mär  | Apr  | Mai  | Jun  | Jul  | Aug  | Sep  | Okt  | Nov  | Dez  |   |      |
| Mittl. Tagesmax. (°C) | 5,8  | 8,2  | 13,8 | 20,2 | 25,8 | 32,2 | 35,4 | 34,9 | 30,9 | 23,4 | 15,2 | 8,4  | ⌀ | 21,2 |
| Mittl. Tagesmin. (°C) | −4,3 | −2,8 | 1,5  | 6,4  | 10,4 | 14,5 | 17,6 | 17,0 | 12,9 | 7,9  | 2,8  | −1,6 | ⌀ | 6,9  |
|                       |      |      |      |      |      |      |      |      |      |      |      |      |   |      |
| Niederschlag (mm)     | 40,9 | 39,7 | 53,1 | 45,5 | 34,3 | 4,9  | 2,1  | 1,7  | 0,8  | 18,3 | 31,8 | 42,9 | Σ | 316  |
|                       |      |      |      |      |      |      |      |      |      |      |      |      |   |      |
| Regentage (d)         | 10,0 | 10,0 | 12,4 | 13,0 | 12,0 | 4,1  | 2,6  | 2,0  | 1,8  | 7,0  | 8,3  | 9,8  | Σ | 93   |

| −4,3 |

| −2,8 |

| 1,5 |

| 6,4 |

| 10,4 |

| 14,5 |

| 17,6 |

| 17,0 |

| 12,9 |

| 7,9 |

| 2,8 |

| −1,6 |

| −4,3 |

| −2,8 |

| 1,5 |

| 6,4 |

| 10,4 |

| 14,5 |

| 17,6 |

| 17,0 |

| 12,9 |

| 7,9 |

| 2,8 |

| −1,6 |

| N i e d e r s c h l a g | 40,9 | 39,7 | 53,1 | 45,5 | 34,3 | 4,9 | 2,1 | 1,7 | 0,8 | 18,3 | 31,8 | 42,9 |
|                         | Jan  | Feb  | Mär  | Apr  | Mai  | Jun | Jul | Aug | Sep | Okt  | Nov  | Dez  |

## Sehenswürdigkeiten

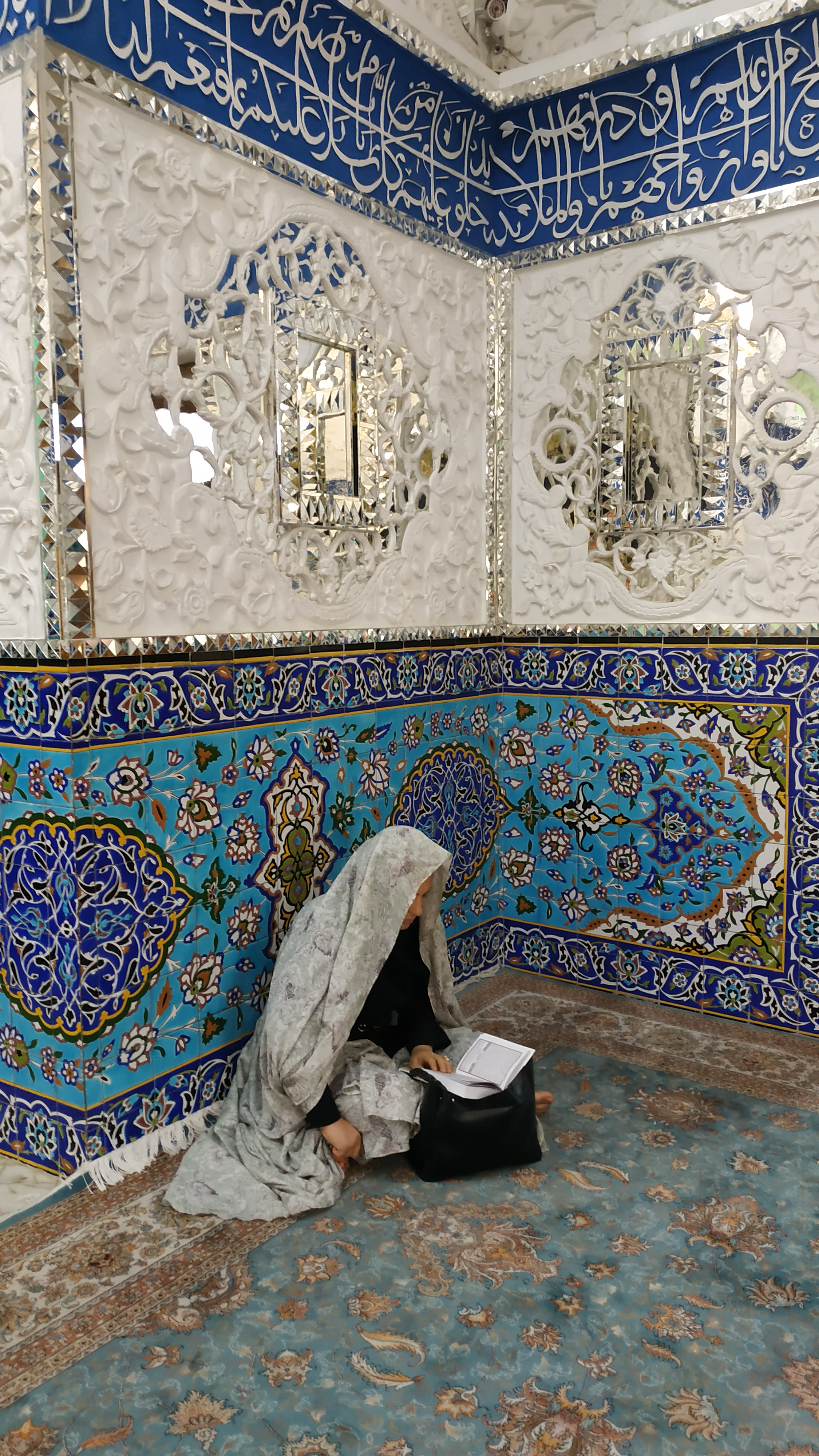
Moschee in Qazvin

Als ehemalige Hauptstadt der Safawiden besitzt die Stadt mehr als 2000 architektonische und archäologische Stätten.
- Freitagsmoschee von Qazvin
- Heydarieh-Madrasa
- Imamzade Hossein
- Karawanserei von Sa'd al-Saltaneh
- Nabi-Moschee
- Pavillon Tschehel Sotun
- Meimoon Ghal'eh
- Stadttore von Qazvin

## Söhne und Töchter der Stadt
- Ibn Madscha (824–887), islamischer Gelehrter und Schriftsteller, bedeutender Sammler von Hadithen (Aussprüchen des Propheten Mohammed)
- Al-Qazwīnī (* um 1203; † 1283), Arzt, Astronom, Geograph und früher Science-Fiction-Autor
- Hamdallah Mustaufi (um 1281–1344), Historiker und Geograph
- ʿUbaid-i Zākānī (1301–1371), Dichter und Prosaiker
- Mir Emad Ghazvini (1554–1615), Kalligraph
- Goharschad Ghazvini († 1628), Kalligraphin und Kalligraphielehrerin
- Qurrat al-ʿAin (1814–1852), Dichterin und Märtyrerin des Babismus
- Parwis Taslimi (* 1919), Chemieingenieur
- Abdul Hussein Taslimi (* 1921), Märtyrer des Bahaitums
- Monir Shahroudy Farmanfarmaian (1922–2019), bildende Künstlerin
- Manuchehr Taslimi (1923–1998), Beamter
- Mohammad Mehdi Yaghoubi (1930–2021), Ringer und Olympiateilnehmer
- Ebrahim Yazdi (1931–2017), Politiker
- Mohammad Ali Radschai (1933–1981), Politiker
- Reza Shabani (* 1938), Historiker
- Ibrahim Javadi (* 1943), Ringer
- Sohrab Shahid Saless (1944–1998), Filmregisseur und Drehbuchautor
- Dschamal Karimi-Rad (1956–2006), Politiker
- Shirin Neshat (* 1957), Videokünstlerin und Filmemacherin
- Akbar Gandschi (* 1960), Journalist, Schriftsteller und Soziologe
- Madjid Khaladj (* 1962), Musiker und Tombak-Virtuose
- Hassan Roudbarian (* 1978), Fußballspieler
- Ehsan Naser Lashgari (* 1985), Ringer
- Mehran Barkhordari (* 2000), Taekwondoin